# Parafia Świętego Krzyża w Suminie
Parafia Świętego Krzyża w Suminie - rzymskokatolicka parafia położona we wsi Sumin. Administracyjnie należy do diecezji włocławskiej (dekanat czernikowski). 
Do parafii Świętego Krzyża w należy również kościół filialny w Makowiskach, wybudowany w 1930 roku.

## Duszpasterze
- proboszcz: ks. Andrzej Minko (od 2002)

## Kościoły
- kościół parafialny: Kościół Świętego Krzyża w Suminie
- kościół filialny: Kościół Chrystusa Króla w Makowiskach